# Kostel svatého Jakuba Staršího (Rašov)
Kostel svatého Jakuba Staršího je římskokatolický chrám v obci Rašov v okrese Brno-venkov.
Fara s kostelem je v Rašově poprvé zmiňována k roku 1492. Současná stavba je jednolodní chrám s pravoúhlým závěrem kněžiště a hranolovou věží před západním průčelí. Opraven byl v roce 2001, kdy také dostal nové obrazy křížové cesty od Stanislava Konečného, které vznikly podle vzoru původních, avšak již poškozených.
Je filiálním kostelem lomnické farnosti.